# Cleomenes semilineatus
Cleomenes semilineatus là một loài bọ cánh cứng trong họ Cerambycidae.